# 65 Leonis
65 Leonis (p4 Leonis) é uma estrela na direção da Leo. Possui uma ascensão reta de 11h 06m 54.43s e uma declinação de +01° 57′ 20.6″. Sua magnitude aparente é igual a 5.52. Considerando sua distância de 203 anos-luz em relação à Terra, sua magnitude absoluta é igual a 1.55. Pertence à classe espectral G9IIICN....